# بابک تختی
بابک تختی (زادهٔ ۱۱ شهریور ۱۳۴۶ در تهران) ناشر و نویسنده کتاب در جستجوی پدر است. وی تنها فرزند و بازماندهٔ غلامرضا تختی و شهلا توکلی است که در تاریخ ۱۲ آبان ۱۳۴۵ با هم ازدواج کرده بودند. یکی از آثار بابک تختی کتاب در جستجوی پدر در باب زندگی پدرش غلامرضا تختی به عنوان «محبوب‌ترین ورزشکار تاریخ ایران» است.
همسر وی منیرو روانی‌پور، نویسنده‌ی ایرانی است. فرزندش غلامرضا حاصل این ازدواج است.
بابک تختی نشر قصه را اداره می‌کند و از وی داستان‌های کوتاه زیادی چاپ شده است. یکی از داستان‌های وی در مجموعه داستان‌های کوتاه ایران و جهان منتشر شده است.